# Cometa perdido

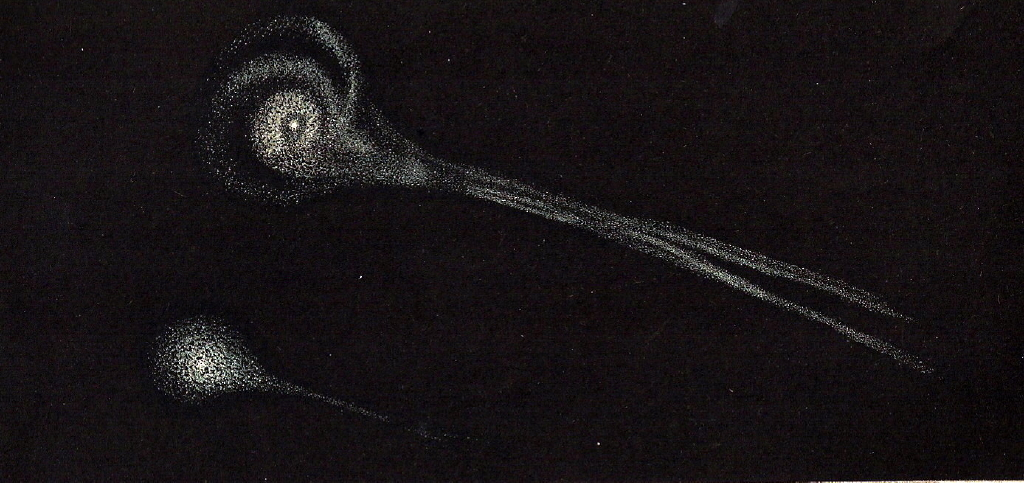
O Cometa Biela foi visto em duas partes, em 1846, e não observado desde 1852.

Um cometa perdido é um cometa que foi anteriormente descoberto e que foi perdido na sua mais recente passagem pelo periélio, geralmente porque não existem dados suficientes para calcular de forma confiável a órbita do cometa e prever sua localização.
Os Cometas perdidos podem ser comparados aos asteroides perdidos, embora o cálculo das órbitas dos cometas seja diferente por causa das forças não gravitacionais que podem afetar os mesmos, como a emissão de jatos de gás a partir do núcleo. Alguns astrônomos se especializaram nesta área, tais como Brian G. Marsden que previu com sucesso em 1992 o retorno do cometa periódico outrora perdido 109P/Swift-Tuttle.

## Razões para a perda

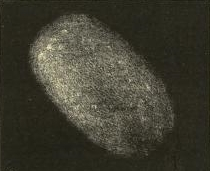
O 5D/Brorsen, que foi perdido após a sua divisão em 1879.

Há uma série de razões pelas quais um cometa pode ser perdido pelos astrônomos durante aparições posteriores. Em primeiro lugar, as órbitas dos cometas podem ser perturbadas pela interação com os planetas gigantes, como Júpiter. Isto, junto com as forças não gravitacionais, pode resultar em alterações na data do periélio. Como alternativa, é possível que a interação dos planetas com um cometa pode mover sua órbita para muito longe da Terra deixando o mesmo fora de visto ou até mesmo o ejetar para fora do Sistema Solar, como se acredita ter acontecido no caso do Cometa Lexell. Como alguns cometas se submetem periodicamente a "explosões" ou alargamentos de brilho, pode ser possível que um cometa intrinsecamente fraco possa ser descoberto durante uma explosão e, posteriormente, perdido.
Os cometas também pode ficar sem materiais voláteis. Eventualmente, a maior parte do material volátil contido em um núcleo de cometa evapora a distância, e o cometa se torna um pequeno objeto escuro e inerte, de pedra ou entulho, um cometa extinto pode assemelhar-se a um asteroide. Isso pode ter ocorrido no caso do 5D/Brorsen, o que foi considerado por Marsden ter, provavelmente, "desaparecido para fora da existência", no final do século XIX.

Material saindo do Componente B do 73P/Schwassmann-Wachmann que se dividiu a partir de 1995, como visto pelo Telescópio Espacial Hubble.

Os cometas são, em alguns casos conhecidos por se desintegrar durante a sua passagem pelo periélio, ou em outros pontos durante a sua órbita. O exemplo mais conhecido é o do Cometa Biela, que foi observado a se dividir em dois componentes antes de desaparecer após a sua aparição em 1852. Nos tempos modernos o 73P/Schwassmann-Wachmann foi observado no processo de separação.